# Oswald Kaufmann
Oswald Kaufmann (* 17. August 1969) ist ein seit 2008 in Südtirol/Italien tätiger Orgelbauer.

## Leben
Oswald Kaufmann erlernte das Orgelbauerhandwerk zunächst im Betrieb seines Vaters Josef Kaufmann und war dann bei Orgelbau Nenninger/München tätig. 1996 legte er die Meisterprüfung ab und übernahm 2008 den väterlichen Betrieb in Deutschnofen, der dort 1976 gegründet worden war. In den letzten 20 Jahren entstanden mehr als 20 Orgeln.

## Werkliste (Auswahl)
| Jahr | Ort                     | Gebäude                             | Bild | Manuale | Register | Bemerkungen                        |
| ---- | ----------------------- | ----------------------------------- | ---- | ------- | -------- | ---------------------------------- |
| 1992 | Kollmann (Barbian)      | Pfarrkirche Hl. Dreifaltigkeit      |      | I/P     | 5        | [ 2 ]                              |
| 1994 | Geiselsberg (Olang)     | Pfarrkirche St. Wolfgang            |      | I/P     | 7        | [ 3 ]                              |
| 1996 | Tabland                 | Pfarrkirche St. Nikolaus            |      | I/P     | 5        | Meisterstück                       |
| 1997 | Welschnofen             | Pfarrkirche Karersee                |      | I/P     | 7        |                                    |
| 2003 | Aicha (Natz-Schabs)     | Pfarrkirche St. Nikolaus            |      | II/P    | 13       | [ 5 ]                              |
| 2005 | Hafling                 | St. Kathrein in der Scharte         |      | I/P     | 6        |                                    |
| 2009 | Antholz Niedertal       | Pfarrkirche St. Walburg (Niedertal) |      | I/P     | 8        | [ 6 ]                              |
| 2011 | Dorf-Tirol              | St. Ruprecht (Dorf Tirol)           |      | I/P     | 4        | [ 7 ]                              |
| 2012 | Kurtinig                | Pfarrkirche St. Martin              |      | I/P     | 9        | neue Orgel im historischen Gehäuse |
| 2014 | Lana                    | Kloster Lanegg                      |      | II/P    | 12       | [ 9 ]                              |
| 2019 | Katharinaberg (Schnals) | St. Katharina (Katharinaberg)       |      | II/P    | 13       | [ 10 ]                             |
| 2023 | Eggen (Deutschnofen)    | Pfarrkirche St. Nikolaus            |      | II/P    | 19       | [ 11 ]                             |

Restaurierungen, Reinigung etc.:
| Jahr | Ort                       | Gebäude                              | Bild | Manuale | Register | Bemerkungen                                                                             |
| ---- | ------------------------- | ------------------------------------ | ---- | ------- | -------- | --------------------------------------------------------------------------------------- |
| 1994 | Gsies                     | Pfarrkirche St. Martin               |      | I/P     | 11       | Orgel von Alois Fuetsch aus 1903                                                        |
| 2008 | Kuens                     | Pfarrkirche St. Mauritius            |      | I/P     | 7        | Orgel von Anton Behmann aus 1890                                                        |
| 2015 | Steyr                     | Evangelische Pfarrkirche Steyr       |      | II/P    | 18       | Reorganisation                                                                          |
| 2016 | Brixen                    | Pfarrkirche St. Michael (Brixen)     |      | II/P    | 26       | Orgel von Joseph Aigner (Orgelbauer) aus 1858, Gehäuse von Christoph Egedacher aus 1740 |
| 2020 | Enneberg                  | Pfarrkirche Maria Lichtmess          |      | II/P    | 23       | Orgel von Joseph Aigner aus 1855                                                        |
| 2020 | Vinschgau                 | Abtei Marienberg                     |      | III/P   | 32       | Orgel von Joseph Aigner aus 1865                                                        |
| 2022 | Montan                    | Pfarrkirche St. Bartholomäus         |      | I/P     | 14       | Orgel von Franz Reinisch II. aus 1888                                                   |
| 2021 | St. Pauls (Eppan)         | St. Pauli Bekehrung (St. Pauls)      |      | I/P     | 25       | Orgel von Franz Reinisch II. aus 1895                                                   |
| 2022 | Kaltern an der Weinstraße | Pfarrkirche St. Nikolaus             |      | I/P     | 9        | Orgel von Ignaz Franz Wörle um 1750                                                     |
| 2023 | Arnbach                   | Filialkirche „Zum leidenden Heiland“ |      | I/P     | 7        | Orgel von Joseph Vollger aus 1815                                                       |
| 2023 | Innsbruck                 | Dom                                  |      | III/P   | 57       | Ausreinigung                                                                            |